# Zwerg-Rohrkolben
Der Zwerg-Rohrkolben (Typha minima), auch Kleiner Rohrkolben genannt, ist eine Pflanzenart aus der Gattung der Rohrkolben (Typha) innerhalb der Familie der Rohrkolbengewächse (Typhaceae). Diese sehr seltene Sumpfpflanze ist durch seine fast kugelrunden Fruchtstände gekennzeichnet und bildet häufig artenarme Dominanzbestände in ruhigen Buchten und Altarmen größerer Flüsse. Im Zuge der Flussregulierungen der vergangenen hundert Jahre verzeichnet diese Art einen dramatischen Rückgang und gilt in Mitteleuropa und europaweit als „vom Aussterben“ bedroht.

## Beschreibung

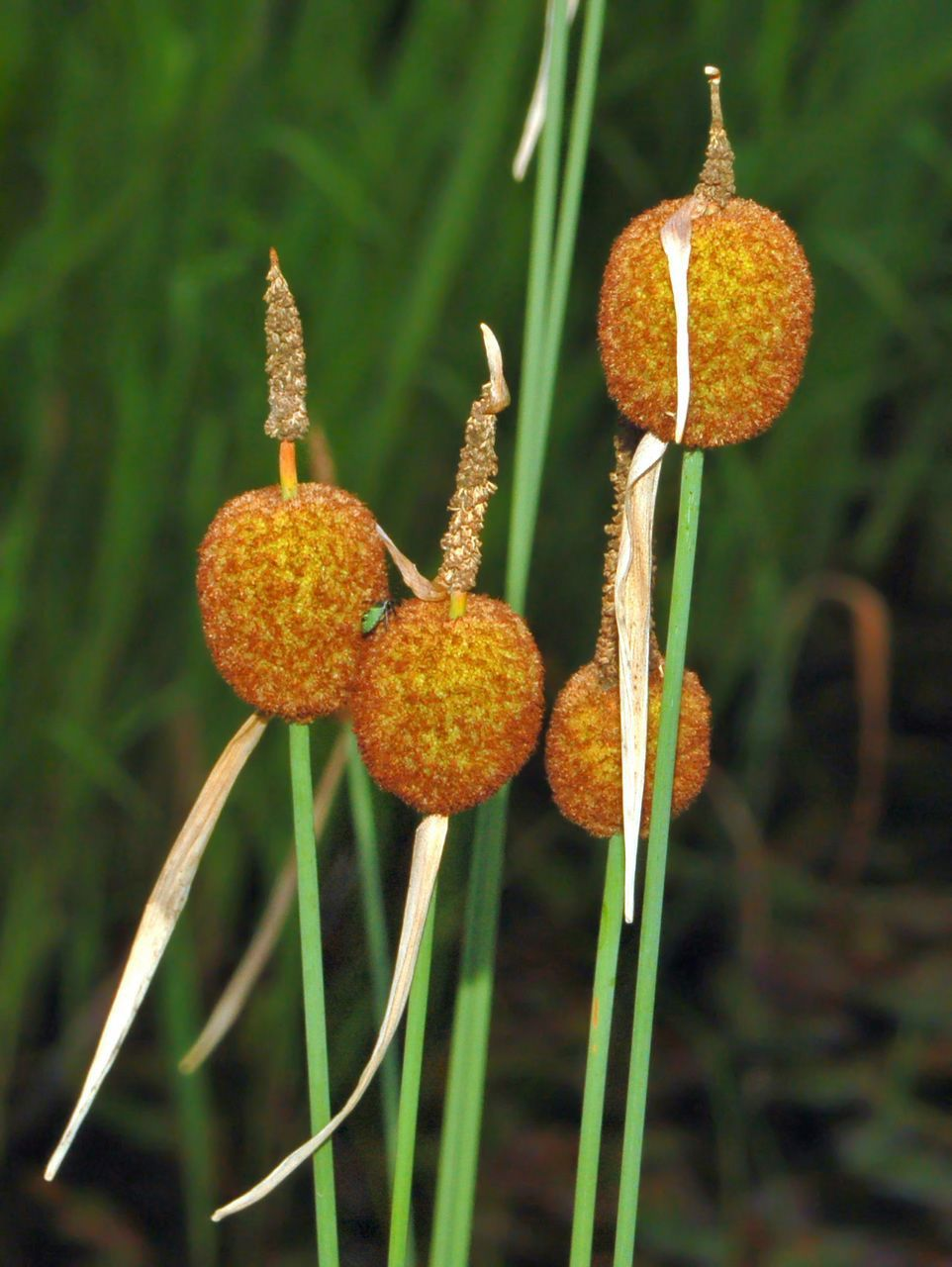
Fruchtstände

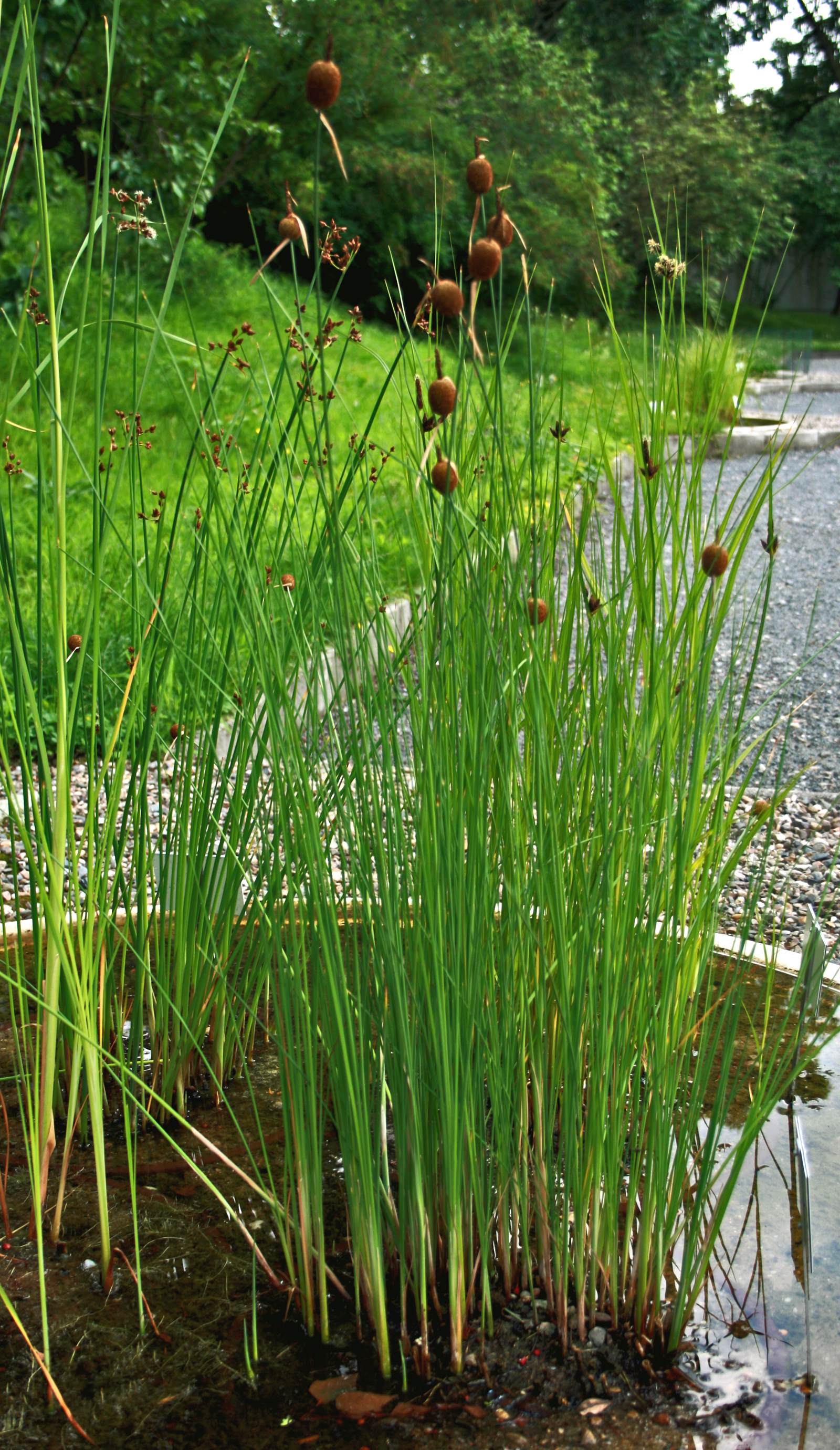
Habitus

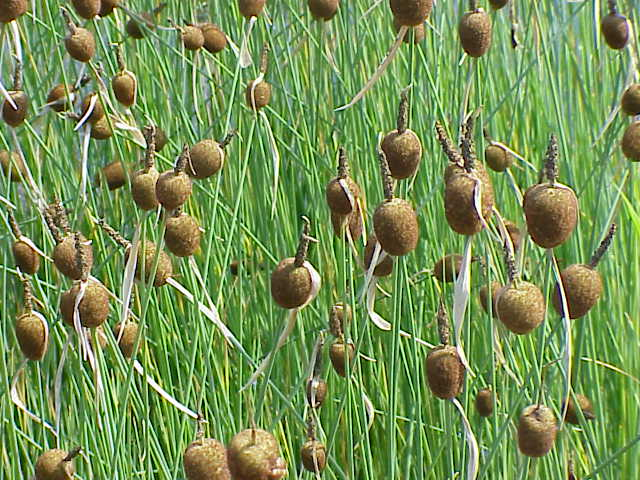
Zwergrohrkolben-Gesellschaft

### Vegetative Merkmale
Der Zwerg-Rohrkolben ist eine ausdauernde krautige Pflanze und erreicht Wuchshöhen von 30 bis 80, zuweilen 140 Zentimetern. Die kurzen, 5 bis 8 Millimeter dicken Rhizome kriechen bis zu 20 Zentimeter im Boden. Es sind nur die sterilen Triebe beblättert, an den Blütenstängeln fehlen sie.
Die blau-grünen und nicht glänzenden Laubblätter sind bei einer Länge von bis zu 30 Zentimetern sowie Breite von 1 bis 2 Millimetern sehr schmal-linealisch. Diese verfügen nur über spreitenlose Blattscheiden. Die Blattspreiten sind im Querschnitt halbkreisförmig, unterseits deutlich gewölbt und oben flach. Sie sind mit einem schwammigen Mark gefüllt. Sie zeigen im Querschnitt vier deutliche und zwei kleinere randliche Luftkammern. Die Blattscheiden sind offen und an der Scheidenmündung leicht geöhrt.

### Generative Merkmale
Die Haupt-Blütezeit dauert von Mitte April bis in den Juni; im August kann es zu einer weiteren Blütenperiode kommen. Der Blütenstandsschaft ist zu Blühbeginn 15 bis 30 Zentimeter hoch und streckt sich später zu 60 bis 90 Zentimetern. Die Blüten sind eingeschlechtig. Die weiblichen Blüten bilden einen bei einer Länge von bis etwa 4 Zentimetern eiförmig-kugeligen, braunschwarzen Kolben. Im Gegensatz dazu haben die übrigen europäischen Typha-Arten einen zylindrischen Kolben. Darüber befindet sich durch einen 0,5 bis 3 Zentimeter langen Sprossabschnitt getrennt der Kolben der männlichen Blüten, welcher ein- bis zweimal so lang wie die weiblichen Kolben wird. Beide Kolbenabschnitte werden oft von ein oder meist zwei bis drei Hochblättern unterbrochen. Die weiblichen Blüten verfügen über einen gestielten Fruchtknoten, der von einem dichten Haarkranz aus 20 bis 30, selten bis zu 50 Haaren umgeben ist. Diese Haare sind an der Spitze kurz keulig bis kugelig angeschwollen und bilden zur Blütezeit in dichter Packung den festen Abschluss der Kolbenoberfläche. Die drei einzelnen Staubblätter der männlichen Blüten sind nur von wenigen Haaren umgeben. Die Narben bilden anfangs die Oberfläche des weiblichen Kolbenteils und verfärben sich später von olivgrün nach hellbraun. Mit dem nach der Anthese rasch einsetzendem Breitenwachstum des Kolbens entwickeln sich die Pistillodien und bilden an Stelle des Köpfchens der Blütenhüllhaare den festen grünen Abschluss der Kolbenoberfläche, aus der die vertrockneten Narben braun samtig vervorstehen. Die Samen sind 0,7 bis 0,9 Millimeter lang.
Die Chromosomenzahl beträgt 2n = 30.

## Ökologie
Der Zwerg-Rohrkolben ist ein Hemikryptophyt und Hydrophyt. Die Überwinterungsknospen liegen unter Wasser. Die lichtliebende Pflanze erträgt keine Beschattung. Ihr ökologischer Schwerpunkt liegt auf stickstoffarmen bis stickstoffärmsten, basen- oder kalkreichen, durchnässten regelmäßig überschwemmten und luftarmen Böden. Die Bestäubung der Blüten erfolgt durch den Wind (Anemophilie). Die Ausbreitung erfolgt durch Flugsamen (Anemochorie) aber auch effektiv durch die Verdriftung von Rhizombruchstücken und Erdschollen.
Die vegetative Ausbreitung erfolgt über kurze Rhizome, die bis zu 20 Zentimeter tief in den Boden wachsen und dann bogig aufsteigen, wodurch eine rasche Besiedlung neu eroberter Standorte möglich ist. Er ist jedoch ein konkurrenzschwacher Pionier und wird im Zuge der Auensukzession ebenso rasch wieder von höherwüchsigen Pflanzen wie Großseggen und Schilf abgelöst. Ohne sporadische Hochwasser, die den Standort mit neuem Schlick überdecken oder offen halten, wird der Zwerg-Rohrkolben innerhalb von 10 bis 50 Jahren infolge der natürlichen Sukzession verdrängt. Der Zwerg-Rohrkolben kann nur überleben, solange die natürliche Auendynamik nicht gestört ist und immer wieder auf neue geeignete vegetationslose Standorte vom Fluss geschaffen werden.
Im Gegensatz zu den anderen Arten der Gattung der Rohrkolben, bei welchen die Samen die Fruchthülle bei längerem Kontakt mit dem Wasser verlassen, absinken und unter Wasser auskeimen (anaerob), verbleiben sie beim Zwerg-Rohrkolben immer in der Fruchthülle und keimen an der Luft unter aeroben Bedingungen. Sowohl Früchte wie auch junge Keimlinge sinken nicht ab und werden vom Wasser an die Flussufer verfrachtet, wo sie auf Schlick und Feinsand keimen und ihre Primärwurzeln im Substrat verankern. Die Keimrate reifer Früchte liegt bei 90 %, doch nimmt die Keimrate rasch ab. Nach etwa einem Jahr keimen die Samen nicht mehr.

## Vorkommen
Der Zwerg-Rohrkolben ist von Europa bis zur Mongolei verbreitet. Er hat ein stark disjunktes Areal, das große Lücken aufweist. Sein Verbreitungsgebiet beschränkt sich auf die großen Flusssysteme der Alpen mit dem Alpenvorland, der Apenninenhalbinsel, des Donaugebietes und des Balkans sowie der Gebirge Zentral- und Mittelasiens. Der Zwerg-Rohrkolben kommt in Mitteleuropa meist in Höhenlagen von 400 bis 600 Metern vor, erreicht aber in Graubünden eine Höhenlage von 720 Meter und in Tirol 1200 Meter.
Im Alpenraum gibt es nur noch wenige kleine isolierte rezente Vorkommen im Durancetal und in Hochsavoyen in Frankreich sowie in Graubünden in der Schweiz. Ferner sind im Wallis mehrere in den letzten Jahren künstlich angesiedelte Populationen vorhanden. Die ehemals großen Populationen in Deutschland sind alle erloschen. In Österreich ist der Zwerg-Rohrkolben stark zurückgegangen; Reste der ehemals großen Vorkommen gibt es noch in Vorarlberg und in Tirol; diese sind alpenweit die größten rezenten Populationen.
Der Zwerg-Rohrkolben ist eine Pionierart großer alpiner Flussauen. Er wächst an periodisch überschwemmten Ufern langsam fließender, reiner und kühler Gewässer. Er besiedelt vorzugsweise vegetationslose neu entstandenen Altwasser und ruhige Mäander des Hauptflussbettes mit basenreichen meist kalkhaltigen, humosen, sandig-schluffigen und kiesigen Ablagerungen (Schwemmsandböden). Er bildet auf der Alpen-Nordseite zusammen mit dem Bunten Schachtelhalm (Equisetum variegatum) eine artenarme Pflanzengesellschaft (Assoziation), die sogenannte Zwergrohrkolben-Gesellschaft (Equiseto-Typhetum minimae Br. Bl. in Volk 1939) aus dem Verband Caricion bicolori-atrofuscae. Sekundär kann das Rohrkolbengewächs Kiesgruben mit Grundwasseranschluss und künstliche Schwemmsandflächen besiedeln.
Die ökologischen Zeigerwerte nach Landolt et al. 2010 sind in der Schweiz: Feuchtezahl F = 4fw+ (sehr feucht, im Bereich von fließendem Bodenwasser, aber stark wechselnd), Lichtzahl L = 4 (hell), Reaktionszahl R = 4 (neutral bis basisch), Temperaturzahl T = 4 (kollin), Nährstoffzahl N = 3 (mäßig nährstoffarm bis mäßig nährstoffreich), Kontinentalitätszahl K = 4 (subkontinental).

## Gefährdung und Schutz
Der Zwerg-Rohrkolben ist europaweit akut „vom Aussterben“ bedroht. Er ist Bestandteil der Berner Konvention, deren Umsetzung vor allem in der EG-Vogelschutzrichtlinie sowie in der FFH-Richtlinie erfolgt. Die Zwergrohrkolben-Gesellschaft ist im Anhang I der FFH-Richtlinie als prioritärer Lebensraum eingestuft worden, für den besondere Maßnahmen zur Erhaltung und Entwicklung im Rahmen des Europäischen Schutzgebietssystems Natura 2000 getroffen werden sollen. In Deutschland wurde diese Art noch 1996 als vom Aussterben bedroht (Gefährdungskategorie 1) in der Roten Liste gefährdeter Farn- und Blütenpflanzen von 1998 gelistet. In Deutschland war der letzte Nachweis vor 2005. Es erfolgte eine Verschlechterung der Einstufung und in der Roten Liste gefährdeter Farn- und Blütenpflanzen nach Metzing et al. 2018 ist der Zwerg-Rohrkolben in der Gefährdungskategorie 0 als „ausgestorben oder verschollen“ verzeichnet. Auch in Österreich ist der Zwerg-Rohrkolben in der Artenliste der in Österreich „vom Aussterben“ bedrohten Farn- und Blütenpflanzen geführt. In der Schweiz gilt die Art als „stark gefährdet“.
Die Gefährdungsursachen sind vor allem im Ausbau und der Regulierung größerer Flüsse sowie der ausbleibenden Auendynamik zu suchen. Ferner sind Kiesabbau, der Bau von Verkehrswegen sowie Grundwasser- und Flussbettabsenkungen zu nennen. In der Schweiz und in Österreich wird versucht, den Zwerg-Rohrkolben wieder anzusiedeln.

## Systematik
Typha minima wurde von Heinrich Christian Funck, der sie am Fuße des Untersberges bei Salzburg sammelte, als erstem als eigenständige Art erkannt und benannt, aber nicht gültig beschrieben. Die gültige Erstbeschreibung wurde 1794 in Botanisches Taschenbuch für die Anfänger dieser Wissenschaft und der Apothekerkunst, Jahrgang 1794, S. 118, 181, 187 von David Heinrich Hoppe veröffentlicht. Ein Synonym für Typha minima Funck ex Hoppe ist Rohrbachia minima (Funck ex Hoppe) Mavrodiev.
Nach Euro+Med gehört in diese Verwandtschaft auch Typha lugdunensis P.Chabert (Syn.: Typha gracilis) Jord. non Raf., Typha minima var. gracilis Ducommun und Typha martini Jord. Er wurde in Frankreich, Deutschland und in der Schweiz beobachtet.